# Friedel Lutz
Friedrich Heinrich „Friedel“ Lutz (* 21. Januar 1939 in Bad Vilbel; † 7. Februar 2023 ebenda) war ein deutscher Fußballspieler. Der 211-malige (4 Tore) Bundesligaspieler wurde mit der deutschen Nationalmannschaft 1966 Vizeweltmeister und 1959 mit Eintracht Frankfurt Deutscher Meister. Im Jahr 1960 zog er mit Frankfurt in das Finale um den Europapokal der Meister gegen Real Madrid ein (3:7).

## Sportliche Laufbahn

### Vereinskarriere
Lutz war Abwehrspieler und kam überwiegend im damals praktizierten WM-System als rechter Verteidiger oder als Mittelläufer zum Einsatz. Er begann seine Karriere als Schüler bei der SG Nieder-Erlenbach, ehe er von 1950 beim FV Bad Vilbel in der Jugend weiter spielte. Als A-Jugendlicher wechselte er 1957 zu Eintracht Frankfurt. Er kam in insgesamt 324 Ligaspielen für Frankfurt zum Einsatz (davon 200 Spiele in der Bundesliga und 124 Einsätze in der Oberliga). 1959 wurde er mit seinem Verein Deutscher Meister, nachdem die SGE im Finale der Endrunde um die deutsche Meisterschaft den Rivalen Kickers Offenbach mit 5:3 n. V. und Lutz’ Mitwirken als Spieler besiegte. In der Leichtathletik, beim TV Bad Vilbel, hatte er sich als Jugendlicher seine Schnelligkeit und Sprungkraft angeeignet; er debütierte am 29. September 1957, bei einem 4:2-Heimerfolg gegen die Stuttgarter Kickers unter Trainer Adolf Patek, als rechter Verteidiger in der Oberliga Süd. Die Eintracht hatte sich in der Saison 1957/58 mit Stopper Ivica Horvat und Stürmer Istvan Sztani verstärkt und belegte am Rundenende den 3. Rang. Der Nachwuchsspieler verstärkte in erster Linie die Nachwuchsmannschaft, kam aber häufig in Freundschaftsspielen in der Ligamannschaft zum Einsatz, so zum Beispiel am 15. Februar 1958 bei einer 0:1-Niederlage gegen Arsenal London, gegen den RFC Lüttich (2:0), FC Grenchen (1:2), FC Basel (3:0), Wiener SC (5:1) und am Rundenende, den 21. Juni 1958, gegen Borussia Dortmund (1:0).
In seiner ersten vollständigen Oberligarunde, 1958/59, gehörte er dem Spielerstamm von Trainer Paul Oßwald an, welcher zuerst die Südmeisterschaft mit nur 25 Gegentreffern gewann und dann in der Endrunde um die deutsche Fußballmeisterschaft sich souverän mit 12:0 Punkten und 26:11 Toren gegen den 1. FC Köln, FK Pirmasens und SV Werder Bremen in das Finale spielte. Lutz hatte alle sechs Endrundenspiele bestritten, anfangs als rechter Verteidiger, nach der folgenschweren Verletzung von Horvat, als Mittelläufer. Im legendären Endspiel gegen den Lokalrivalen Kickers Offenbach bildete er mit Hans-Walter Eigenbrodt, Hermann Höfer, Dieter Stinka und Hans Weilbächer als Mittelläufer die Defensive vor Torhüter Egon Loy. Zweifellos folgte aber in der folgenden Runde, 1959/60, der sportliche Höhepunkt von Lutz mit der Eintracht: In der Oberliga Süd wurde der amtierende Deutsche Meister zwar nur Tabellendritter, erzielte aber mit 81 Treffern die meisten Tore im Süden, und das ohne den zu den Münchner „Löwen“ abgewanderten Ekkehard Feigenspan und Sztani der sich Standard Lüttich angeschlossen hatte. Lutz vertrat Stopper Horvat und fehlte lediglich in zwei der 30 Oberligaspiele und erzielte drei Tore. Im Europacup glänzte die Mannschaft vom Riederwald aber gewaltig. Waren die Erfolge gegen Young Boys Bern (4:1, 1:1) und den Wiener Sportclub (2:1, 1:1) noch im Rahmen des Erwartbaren, so waren die zwei spielerisch glänzend herausgespielten Erfolge im Halbfinale gegen die Schotten von Glasgow Rangers mit 6:1 und 6:3 aus dem Rahmen fallend. Die deutschen Vertragsfußballer der zu Ende gehenden Oberliga-Ära, mit ihrem abendlichen Training, waren in dieser Zeit den Berufsfußballern von der Insel in der Regel zumeist unterlegen. Im „Kicker“ hieß es in der Vorschau: „Die Rangers spielen einen nüchternen, ganz auf Zweckmäßigkeit abgestellten Fußball. Überflüssig darauf hinzuweisen, dass diese Profis am Ball perfekte Techniker sind, ihre Pässe millimetergenau über 40 oder 50 Meter schlagen und Zweikämpfe mit der ganzen körperlichen Härte britischer Fußballer austragen, ohne dabei die durch die Regeln gezogenen Grenzen sonderlich zu verletzen.“ Lutz bildete mit Hermann Höfer in beiden Spielen das Verteidigerpaar.
Am 18. Mai 1960, einem Mittwochabend um 19.30 Uhr, gestaltete sich das Finale gegen Titelverteidiger und klaren Favoriten Real Madrid im Hampden Park in Glasgow vor 127.621 Zuschauern, zu einem begeisternd schönen Offensivfußballfest. Die Mannen um Alfredo Di Stéfano und Ferenc Puskás setzten sich mit 7:3 durch und Matthias Weinrich hält in seiner Europacup-Dokumentation fest: „Ob das 1960er Finale das beste Landesmeister-Endspiel aller Zeiten gewesen ist? Auf alle Fälle war es das torreichste und von beiden Seiten ohne Rücksicht auf taktische Zwänge geführtes. Selten wurde ein 'Verlierer' derart mit Lobeshymnen überschüttet wie die Eintracht. '7:3 sagt nicht die Wahrheit', resümiert der Kicker, der weiter konstatierte: 'Aber die Frankfurter spielten auch als besiegte Elf Deutschland glanzvoll ins Rampenlicht des Weltfußballs.“ Die französische Zeitung Les Sports unterstrich diese These: „Trotz der gewichtigen Ziffern enttäuschte Eintracht nicht, und ihre Spieler haben das große Verdienst, stets offen gespielt, sich nie darauf beschränkt zu haben, einfach nur den Rückstand in Grenzen zu halten.“ Friedel Lutz bekämpfte im Finale mit Francisco Gento einen der überragenden Linksaußen dieser Ära und zog sich mit seinen 21 Jahren sehr gut aus der Affäre. Er hat als Aktiver der Eintracht jeden Tag von 7.00 bis 15.30 Uhr gearbeitet, ehe es zum Training an den Riederwald ging; vom Profitum war man zu dieser Ära in Frankfurt und generell im deutschen Fußball noch weit entfernt.
In den letzten drei Jahren der alten erstklassigen Oberliga, 1961 bis 1963, reichte es für Lutz und seine Kollegen zweimal zur Vizemeisterschaft im Süden (1961, 1962) und 1963 beschloss man die Oberliga-Ära auf dem 4. Rang. Persönlich hatte er sich auch in die Auswahlteams des DFB gespielt. Bereits am 3. Oktober 1959 wurde er für ein Länderspiel in Konstanz gegen die Schweiz in die B-Nationalmannschaft berufen. Bei einer 0:1-Niederlage bildete er zusammen mit Fritz Ewert (Torhüter), Willi Giesemann, Willi Schulz, Ferdinand Wenauer und Vereinskollege Dieter Stinka die Defensive der deutschen B-Elf. Vor Beginn der Hinrunde 1960/61 folgte der nächste Schritt, er debütierte am 3. August 1960 bei einem 5:0-Erfolg in Reykjavík gegen Island in der A-Nationalmannschaft von Bundestrainer Sepp Herberger. Am 3. März 1962 zog sich der Verteidiger von Eintracht Frankfurt und der Nationalmannschaft aber bei einem Repräsentativspiel von Süddeutschland in Dortmund gegen Westdeutschland bereits in der 2. Minute einen Schädelbruch zu und er fiel über Monate aus; damit konnte er auch nicht an der Fußballweltmeisterschaft 1962 im Mai/Juni in Chile teilnehmen. Nach 124 Ligaspielen mit vier Toren endete mit dem 30. Spieltag, den 28. April 1963, mit einer 1:2-Heimniederlage gegen den Tabellenvorletzten Schwaben Augsburg, das Kapitel der erstklassigen Oberliga Süd. In der Defensive war die Eintracht mit Torhüter Loy, dem Verteidigerpaar Lutz und Höfer, sowie mit der Läuferreihe in der Besetzung mit Alfred Horn, Ludwig Landerer und Richard Weber angetreten. Eintracht Frankfurt wurde mit vier weiteren Südmannschaften für die neue Fußball-Bundesliga zur nächsten Saison 1963/64 nominiert und Lutz gehörte weiterhin den Adlerträgern an.
Zum Start in die neue eingleisige Leistungskonzentration fiel Lutz durch Verletzung zuerst aus und debütierte erst am fünften Spieltag, den 21. September 1963, bei einem 3:0-Heimerfolg gegen Eintracht Braunschweig in der Bundesliga. Er spielte auf der Stopperposition und die Eintracht gewann das erste Spiel in der Bundesliga und wies danach 3:7 Punkte auf. Durch die beste Rückrundenbilanz mit 23:7 Punkten spielte sich die Eintracht noch auf den 3. Rang nach vorne, punktgleich mit Vizemeister Meidericher SV, beide jeweils mit 39:21 Punkten. Meister wurde der 1. FC Köln dank einer überlegenen Hinrunde mit 24:6 Punkten. Im Pokal zog Frankfurt mit einem 3:1-Erfolg im Halbfinale gegen Hertha BSC in das Endspiel am 13. Juni 1964 in Stuttgart gegen den alten Südkonkurrenten TSV München 1860 ein. Das Team von Trainer Max Merkel setzte sich aber überraschend mit 2:0 durch und Lutz konnte auch nicht an der unmittelbar folgenden Südafrikareise teilnehmen. Im ersten Bundesligajahr hatte der schnelle Defensivakteur 21 Ligaspiele bestritten. In den nächsten zwei Runden belegte die Mannschaft unter den Trainern Horvat und Elek Schwartz (1965/66) mit Lutz die Plätze acht und sieben und im Weltmeisterschaftsjahr 1966 hatte Lutz 32 von 34 Ligaspiele unter dem von Benfica Lissabon gekommenen Trainer Schwartz bestritten. Mit den zwei Neuzugängen Peter Kunter (Torhüter) und Offensivspieler Jürgen Grabowski waren langjährige Leistungsträger an den Riederwald gekommen, aber die neue Ausrichtung auf das 4-2-4-System durch den neuen Trainer gelang nicht auf Anhieb, der Sprung in die Spitzengruppe gelang nicht. Lutz gehörte aber dem Kader der Nationalmannschaft für das Weltmeisterschaftsturnier im Juli 1966 in England an, wo er auch im Halbfinalspiel gegen die Sowjetunion (2:1) zum Einsatz kam.
Nach der Weltmeisterschaft gab er dem Werben des neuen Bundesligameisters München 1860 und seines Trainers Max Merkel nach und spielte 1966/67 bei den „Löwen“ von 1860 München. Es wurde aber ein unruhiges und unbefriedigendes Jahr beim Titelverteidiger. Merkel hatte den Torhüter der WM-Tage 1962, Wolfgang Fahrian, als Konkurrent für Publikumsliebling Petar Radenković nach München geholt und dadurch schon zum Start für Unruhe in der Mannschaft und dem Umfeld gesorgt. Nach dem 16. Spieltag, den 10. Dezember 1966, einem 2:1-Heimerfolg gegen den SV Werder Bremen, wurde Merkel bei 1860 entlassen. Auch für Lutz war die Runde nach elf Einsätzen beendet. Probleme mit der Achillessehne und dem Föhn sowie das sportlich schwache Abschneiden – Ausscheiden im Europapokal am 30. November 1966 nach einer 1:3-Niederlage bei Real Madrid mit Lutz in der Verteidigung – waren dafür verantwortlich. Danach kehrte er 1967/68 wieder zurück nach Frankfurt, konnte aber wegen seiner anhaltenden Achillessehnenproblematik lediglich drei Rundenspiele im ersten Jahr nach der Rückkehr aus München für die Eintracht bestreiten. Erst ab der Runde 1968/69 konnte er wieder unter dem neuen Trainer Erich Ribbeck in den Konkurrenzkampf um die Stammplätze richtig eingreifen.
Nach vier Einsätzen zum Rundenstart 1972/73 war die Karriere von Friedel Lutz bei Eintracht Frankfurt und in der Bundesliga beendet. Trainer Ribbeck setzte in der Folgezeit in der Defensive auf Neuzugang Uwe Kliemann und das Nachwuchstalent Karl-Heinz Körbel. Nach insgesamt 124 Oberliga- und 211 Bundesligaeinsätzen sowie 14 Endrundenpartien um die Deutsche Meisterschaft von 1957/58 bis 1973 war die höherklassige Spielerlaufbahn des Ex-Nationalspielers im Sommer 1973 beendet.
Er heuerte danach noch bei den Mannschaften TuS Makkabi Frankfurt, SpVgg Neu-Isenburg und FC Rhein-Main an, Vereinen, die in der Regel für „einen guten Zweck“ antraten.

### Auswahleinsätze
Während seiner Zeit bei Eintracht Frankfurt trug er zwischen 1960 und 1966 zwölfmal das Trikot der deutschen A-Nationalmannschaft. Mit dem DFB-Team des Jahrgangs 1966 wurde er beim Turnier in England Vizeweltmeister. Dafür erhielt er am 30. Juli 1966 das Silberne Lorbeerblatt verliehen.
Den ersten Kontakt mit der Nationalmannschaft hatte der junge Mann von Eintracht Frankfurt vor den Länderspielen am 3. und 4. Oktober 1959 gegen die Schweiz: Bundestrainer Herberger führte vor den Auswahlspielen der A- und B-Nationalmannschaft gegen die Schweiz in Karlsruhe in der Sportschule Schöneck einen Lehrgang durch, woran auch der 20-jährige Verteidiger aus Frankfurt teilnahm. Neben Lutz waren auch noch die weiteren Verteidiger Georg Stollenwerk, Erich Juskowiak, Karl-Heinz Schnellinger, Jürgen Kurbjuhn und Werner Olk eingeladen. Einen Tag vor der A-Elf spielte die deutsche B-Elf am 3. Oktober in Konstanz gegen die Schweiz. Vor Torhüter Fritz Ewert bildete Lutz mit Willi Giesemann das Verteidigerpaar. Beim 4:0-Erfolg der A-Mannschaft vertraute der Bundestrainer dem bewährten Paar der Weltmeistermeisterschaftstage 1958 in Schweden, Stollenwerk und Juskowiak, die Verteidigerrolle an. Am 18. November 1959 bildete Lutz als Mittelläufer mit den zwei Spielern des Karlsruher SC, Heinz Ruppenstein und Horst Szymaniak, die Läuferreihe in der Auswahl von Süddeutschland beim Repräsentativspiel in Saarbrücken gegen die Südwestvertretung. Er debütierte am 3. August 1960 beim Länderspiel gegen Island (5:0) in der A-Nationalmannschaft und verteidigte dabei an der Seite des Kölners Karl-Heinz Schnellinger. Es folgten bis zum 26. März 1961 die weiteren A-Elf-Einsätze zwei bis fünf und in der Hinrunde 1961/62 diverse Einsätze bei Testspielen der Nationalmannschaft gegen Oberligamannschaften. Am 3. März 1962 lief er in Dortmund bei einem wichtigen Repräsentativspiel von Westdeutschland in der Südauswahl auf, zog sich aber bereits in der 2. Minute einen Schädelbruch zu und fiel über Monate aus. Damit war auch seine mögliche Teilnahme an der Weltmeisterschaft 1962 in Chile hinfällig.
Ende Dezember 1963/Anfang 1964 kehrte er wieder in den Kreis der Nationalmannschaft zurück: Er nahm mit der Nationalmannschaft an einer Afrikareise nach Marokko und Algerien teil und kam am 1. Januar in Algier gegen den Gastgeber zu seinem sechsten Länderspieleinsatz. Als Bundestrainer Sepp Herberger sich mit dem Länderspiel am 7. Juni 1964 in Helsinki gegen Finnland verabschiedete bildete er mit Theo Redder beim 4:1-Erfolg die Verteidigung. Es folgten Testspiele mit der Nationalmannschaft gegen Chelsea London und Dukla Prag und das 8. Länderspiel am 23. Februar 1966 in London unter Herberger-Nachfolger Helmut Schön gegen England. Bei einer 0:1-Niederlage bildete er vor Torhüter Hans Tilkowski mit Max Lorenz, Willi Schulz, Wolfgang Weber und Horst Szymaniak die deutsche Defensive. In der Endphase der WM-Vorbereitung absolvierte Lutz die drei weiteren Länderspiele gegen Irland (4:0), Nordirland (2:0) im Mai und am 1. Juni 1966 in Ludwigshafen gegen Rumänien (1:0). Bundestrainer Schön nahm danach Lutz in den WM-Kader für die Tage in England auf. Dort vertrat er den verletzten Horst-Dieter Höttges am 25. Juli in Liverpool im WM-Halbfinale gegen die Sowjetunion. Beim 2:1-Erfolg bildete er vor Torhüter Tilkowski mit Willi Schulz, Wolfgang Weber und Karl-Heinz Schnellinger die deutsche Defensive. Nach der Weltmeisterschaft endete seine internationale Karriere.

### Trivia
Lutz wird in der als erster Spieler der Bundesligageschichte geführt, der eine rote Karte erhielt. Grund hierfür war eine Tätlichkeit am 3. April 1971, als er seinem Braunschweiger Gegenspieler Jaro Deppe, der ihn zuvor foulte, in den Hintern trat.

## Erfolge
- Vizeweltmeister 1966
- Deutscher Meister 1959 mit Eintracht Frankfurt
- Meister der Oberliga Süd 1959 mit Eintracht Frankfurt

## Statistik
| Liga (SKE)     | Spiele (Tore) |
| -------------- | ------------- |
| Bundesliga (I) | 211 (4)       |
| Oberliga (I)   | 124 (4)       |
| Wettbewerb     |               |
| DFB-Pokal      | 037 (0)       |

## Nach dem Karriereende
Der über 50 Jahre in Dortelweil wohnhafte und dort auch noch mit 61 Jahren bei den Alten Herren Fußballspielende und erst durch zwei Herzinfarkte zum Aufhören gezwungene Lutz hat von 1995 bis 2003 auch das Amt des Zeugwarts bei der SGE ausgeübt.